# Farakoba
Farakoba est une commune rurale du département de Bobo-Dioulasso de la province du Houet dans la région des Hauts-Bassins au Burkina Faso.

## Géographie
Farakoba est située dans le 6e arrondissement du département de Bobo-Dioulasso, à 15 km du centre de Bobo-Dioulasso sur la route nationale 7. Le village se trouve au pied de la falaise de Banfora.

## Éducation et santé
Le centre de soins le plus proche de Farakoba est le Centre de santé et de promotion sociale (CSPS) de Matourkou ainsi que les hôpitaux de Bobo-Dioulasso pour les actes les plus importants. Depuis 2017, la clinique privée Wolobougou, à caractère social, est ouverte dans la localité.